# Gary Marx (musicien)
Pour les articles homonymes, voir Gary Marx.
Gary Marx, de son vrai nom Mark Pairman, est un guitariste britannique. Il est le cofondateur des groupes de rock gothique The Sisters of Mercy et Ghost Dance.
Cinq ans après l'avoir fondé avec Andrew Eldritch, Gary Marx quitte les Sisters Of Mercy en 1985 pour divergences musicales alors que l'album First and Last and Always vient de sortir et que le groupe se donne en concert un peu partout. Il est notamment le compositeur des titres First and Last and Always, Poison Door ou encore Some Kind of Stranger.
Après son départ, Gary forme le groupe Ghost Dance avec la chanteuse Anne Marie Hurst, qu'il a rencontrée en 1984 alors qu'elle jouait avec son groupe Skeletal Family en première partie du Black October Tour des Sisters Of Mercy. Ghost Dance sort plusieurs maxis et singles, un album et une compilation avant de disparaître début 1990.
Gary Marx a depuis sorti deux albums en solo, Pretty Black Dots en 2002 et Ninetineen Ninety Five and Nowhere en 2008, ce dernier étant composé de morceaux écrits pour The Sisters Of Mercy en 1995, mais sans réponse d'Andrew Eldritch, Gary Marx les chantera et les enregistrera seul sur le label Français D - Monic Records.